# Antônio Luiz Maia
Antônio Luiz Maia (Porto Nacional, 18 de dezembro de 1926 - Goiânia, 22 de junho de 2009) foi um professor, teólogo e político brasileiro que foi senador pelo Tocantins.

## Biografia
Filho de Joaquim Maia Leite e Ana de Macedo Maia. Bacharel em Teologia na Pontifícia Universidade Gregoriana em Roma e Licenciado em Pedagogia pela Universidade Católica Dom Bosco em Campo Grande. Exerceu em sua cidade natal o ministério pastoral, tornou-se monsenhor e vigário geral da diocese. Professor e diretor do Colégio Estadual de Porto Nacional entre 1958 e 1971, foi reitor do Seminário São José. Durante o governo Leonino Caiado chefiou o Departamento de Ensino Primário e compôs o Departamento de Assistência Estudantil da Secretaria de Educação em Goiás, além de integrar o Conselho Estadual de Educação por doze anos. Delegado substituto do Ministério da Educação, foi professor de Filosofia, pró-reitor de Graduação chefe do Centro de Ciências Humanas e Letras e chefe de gabinete da reitoria da Universidade Federal de Goiás, da qual aposentou-se em 1992.
Estreou na política após a criação do Tocantins, onde se elegeu senador para um mandato de dois anos em 1988 pelo PDT, migrou logo a seguir para o PDC. Foi também membro da Academia Tocantinense de Letras.